# Municipio de Estocolmo
Estocolmo (en sueco: Stockholms kommun o Stockholms stad) es un municipio de la provincia de Estocolmo, Suecia, en la parte sur de la provincia histórica de Uppland y la parte norte de Södermanland. Tiene la mayor población de los 290 municipios del país, pero una de las áreas más pequeñas, por lo que es el más densamente poblado. También es el municipio más poblado de los países nórdicos. 
Aunque legalmente es un municipio, con el nombre oficial de Stockholms kommun, la asamblea municipal (kommunfullmäktige) ha decidido usar el nombre Stockholms stad (ciudad de Estocolmo) siempre que sea posible. Esto es puramente nominal y no tiene ningún efecto sobre el estado legal del municipio.

## Geografía
Geográficamente, el municipio de Estocolmo comprende la parte central de la capital (innerstaden o el centro de la ciudad de Estocolmo), así como las partes suburbanas del sur y oeste (Söderort o sur de Estocolmo y Västerort oeste de Estocolmo, respectivamente). De la población municipal, todos menos 200 personas se consideran que viven en el área urbana de Estocolmo, que se extiende hasta otros diez municipios.
El municipio se encuentra en las provincias históricas de Uppland y Södermanland. Debido a las incorporaciones que se hicieron en el siglo xx y especialmente a través de aquellas que no se implementaron, el municipio tiene límites extremadamente irregulares. En el norte y el este, Innerstaden limita directamente con otros municipios (Solna y Nacka), mientras que otras áreas periféricas, como Akalla y Hansta, se incluyen en Estocolmo. Por ejemplo, cuando se viaja en metro desde Kungsholmen a Kista, se pasan otros dos municipios (Solna y Sundbyberg) antes de volver a Estocolmo.

## Demografía

### Desarrollo poblacional
| Gráfica de evolución demográfica de Estocolmo entre 1970 y 2017 |
|                                                                 |
| Fuente: SCB                                                     |

## Ciudades hermanadas
Estocolmo esta hermanado o tiene tratado de cooperación con:
| - Tirana, Albania - Varsovia, Polonia - Kiev, Ucrania - Túnez, Túnez - Cali, Colombia - Sarajevo, Bosnia y Herzegovina | - San Petersburgo, Rusia - Estambul, Turquía - Podgorica, Montenegro - Reikiavik, Islandia - Riga, Letonia - Jemisset, Marruecos |